# 이세야치역
이세야치역(일본어: 伊勢八知駅)은 일본 미에현 쓰시에 위치한 도카이 여객철도 메이쇼선의 철도역이다. 단선 승강장 1면 1선의 구조를 갖춘 지상역이다.

## 이용 현황
| 승차 인원 추이 | 승차 인원 추이 |
| 연도           | 1일 평균       |
| -------------- | -------------- |
| 1998           | 38             |
| 1999           | 36             |
| 2000           | 34             |
| 2001           | 31             |
| 2002           | 26             |
| 2003           | 25             |
| 2004           | 24             |
| 2005           | 20             |
| 2006           | 24             |
| 2007           | 19             |
| 2008           | 13             |
| 2009           | 8              |
| 2010           | 6              |
| 2011           | 8              |
| 2012           | 9              |
| 2013           | 13             |
| 2014           | 9              |

## 역 주변
- 쓰 시 미스기 종합 문화센터 · 쓰 시 미스기 청사

## 역사
- 1935년 12월 1일 : 국철의 역으로서, 메이쇼선 이에키 - 이세오키쓰 간의 개통 때 개업. 일반역.
- 1963년 10월 1일 : 화물 취급 폐지.
- 1984년 2월 1일 : 하물 취급 폐지.
- 1986년 4월 1일 : 무인화.
- 1987년 4월 1일 : 일본국유철도 분할 민영화에 의해, 도카이 여객철도가 승계.
- 2009년
  - 10월 8일 : 태풍 제18호에 의해, 메이쇼선 전 노선 운행 중단.
  - 10월 15일 : 이에키 - 이세오키쓰 간의 버스 대행으로 인해 열차 운행 중단.
- 2016년 3월 26일 : 이에키 - 이세오키쓰 간 복구에 의해 열차 운행 재개.

## 인접 역
| 도카이 여객철도 메이쇼선   | 도카이 여객철도 메이쇼선 | 도카이 여객철도 메이쇼선 |
| -------------------------- | ------------------------ | ------------------------ |
| 이세카마쿠라 마쓰사카 방면 | ■ 메이쇼선               | 히쓰 이세오키쓰 방면     |